# Faith Like Potatoes
Pour plus de détails, voir Fiche technique et Distribution.
Faith Like Potatoes est un film sud-africain basé sur la vie d'Angus Buchan, un Sud-africain, réalisé par Regardt van den Bergh et sorti le 27 octobre 2006 en Afrique du Sud. 

## Synopsis
Angus Buchan, un agriculteur d'origine écossaise vivant en Zambie  avec sa mille, émigre en Afrique du Sud pour échapper à l'agitation politique et les réformes agraires inquiétantes. Avec rien de plus que d'une remorque dans la brousse sauvage, et l'aide de son contremaître Zulu, Simeon Bhengu, la famille Buchan se bat pour s'installer dans leur nouvelle patrie. Face aux défis, les difficultés et problèmes personnels, Angus sombre dans une vie consommée par la colère, la peur et la destruction. Enfin, sa femme le convainc d'assister à une réunion de l'église locale, où le témoignage des autres agriculteurs influencera sa décision de donner sa vie à Jésus-Christ . Sa vie prend alors un revirement complet...

## Récompenses
Le film a obtenu 3 prix .
- 2006: Sabaoth International Film Festival : Prix du public
- 2007: South African Film and Television Awards : Meilleur acteur dans un second rôle : Hamilton Dlamini.
- 2007: South African Film and Television Awards : Meilleur montage - Long métrage.